# 应崇福
应崇福（1918年—2011年6月30日），男，浙江宁波人，中国声学家，中国科学院资深院士，曾任中国声学学会理事长、名誉理事长。

## 生平
1918年，生于浙江省宁波市。
1940年，毕业于（大理）华中大学物理系。1943年，获（昆明）清华大学物理学硕士学位。
1948年，赴美国布朗大学攻读物理学。1952年，获美国布朗大学物理学博士学位。
1940年至1941年、1943年至1948年，任教于华中大学物理系。
1951年至1955年，于美国布朗大学应用数学系从事超声学研究。1955年底回国。1956年，入中国科学院进行超声研究工作，先后在物理研究所、电子学研究所、声学研究所任研究员，在声学研究所曾任超研究室主任、副所长。
1993年，当选为中国科学院数学物理学部委员。
2011年6月30日19时48分因病医治无效在北京逝世，享年93岁。

## 学术成就
- 对固体中超声波散射，在理论和实验的研究上，取得多项成果。1956年，与人合作发表题为“各向同性弹性固体中平面纵波受球形障碍物的散射”的论文，开创固体中超声散射领域的研究工作。20世纪80年代，深化了固体中几种障碍物散射瞬态超声波的理论分析，同时建立和发展了动态光弹显示技术
- 对压电超声换能器的特性进行了一系列研究。证明“声电再生”机理在厚度模换能器的换能中起着重要作用；从有限尺寸的厚度模换能器观察到辐射横波；理论和实验上证实了“应电压”效应（以其姓命名）；推导出圆形压电换能器的二维等效电路。
- 多个超声学的领域发表了一系列论文，领域包括：医学超声学、激光超声学、功率超声学、压电材料内部和表面上声波的产生和传播、油井中声波的传播等。

## 著作
- 《超声学》（主编），1990年
- 《应崇福论文选集》（1998年以前）